# Rocca di Mezzo
Rocca di Mezzo est une commune de la province de L'Aquila, dans la région Abruzzes, en Italie.
À environ deux kilomètres au sud-sud-ouest de la commune se dresse le menhir Lu Termine.

## Administration
| Période                                  | Période  | Identité     | Étiquette       | Qualité |
| ---------------------------------------- | -------- | ------------ | --------------- | ------- |
| 28 mai 2002                              | En cours | Emilio Nusca | Centro-Sinistra |         |
| Les données manquantes sont à compléter. |          |              |                 |         |

### Hameaux
Rovere, Terranera, Fontavignone.

### Communes limitrophes
Fagnano Alto, Fontecchio, L'Aquila, Lucoli, Magliano de' Marsi, Massa d'Albe, Ocre, Ovindoli, Rocca di Cambio, San Demetrio ne' Vestini, Sant'Eusanio Forconese, Secinaro, Tione degli Abruzzi, Villa Sant'Angelo.